# 理工大学竞技俱乐部
理工大学竞技俱乐部（西班牙语：Club Deportivo Técnico Universitario），厄瓜多尔安巴托市的一个足球俱乐部。该队由安巴托理工大学的学生创建，因而得名。

## 荣誉
- 厄瓜多尔足球甲级联赛
  - 亚军(2): 1978, 1980
- 厄瓜多尔足球乙级联赛
  - 冠军(5): 1977 E2, 1981 E2, 1999, 2002, 2011
  - 亚军(1): 1995